# Lee Man-hee
Cet article concerne l'envoyé de Jésus sur Terre. Pour le réalisateur, voir Lee Man-hee (réalisateur).
Lee Man-hee (en coréen : 이만희), né le 15 septembre 1931 à Cheongdo, dans la province du Gyeongsang du Nord, en Corée du Sud ; est un pasteur Sud-Coréen et activiste engagé dans la paix mondiale et la cessation des guerres.
Il est le fondateur de la secte dit de l'Église Shincheonji de Jésus, le Temple du Tabernacle du Témoignage (français : Nouveau Ciel Nouvelle Terre, coréen: 신천지).
En 2013, dans l’objectif de parvenir à la paix mondiale et à la cessation de la guerre, Il fonde Heavenly Culture, World Peace, Restoration of Light (HWPL) (en français : Culture céleste, paix mondiale, restauration de la lumière) Une organisation non gouvernementale, à but non lucratif enregistrée officiellement auprès du Département de la Communication Globale (DGC) des Nations-Unies et dotée d’un statut consultatif auprès du Conseil Economique et Social des Nations-Unies (CESNU).
En janvier 2014, il joue un rôle crucial à Mindanao en tant que médiateur de paix dans la résolution du conflit islamo catholique depuis l’insurrection moro aux Philippines de1969  . 
Le 18 février, son organisation religieuse chrétienne se trouve au cœur de l’épidémie de la COVID-19 en Corée du Sud, avec plus de la moitié des cas recensés dans tout le pays au début de l’épidémie,,.
Le 2 mars 2020 à Gapyeong, en Corée du Sud (face à la propagation du virus) il a tenu une conférence de presse au cours de laquelle il s'est excusé pour d'éventuelles erreurs et retards dans la fourniture d'informations au gouvernement et promet une pleine coopération continue,.
En 2022, lors de son procès sanitaire lié à la COVID-19, Lee Man-Hee est acquitté par la Cour suprême et reconnu non coupable par le tribunal du district de Suwon. 